# Křelovice (okres Plzeň-sever)
Křelovice (německy Kschellowitz) jsou obec v okrese Plzeň-sever v Plzeňském kraji. Leží asi patnáct kilometrů od lázeňského městečka Konstantinovy Lázně, 27 kilometrů od Plzně a patnáct kilometrů od města Stříbra. V obci žije 238 obyvatel.

## Historie
První písemná zmínka o obci pochází z roku 1483.

## Obyvatelstvo
Při sčítání lidu v roce 1921 zde žilo 384 obyvatel (z toho 182 mužů), z nichž bylo pět Čechoslováků, 378 Němců a jeden cizinec. Až na jednoho evangelíka a čtyři židy se hlásili k římskokatolické církvi. Podle sčítání lidu z roku 1930 měla vesnice 379 obyvatel: čtyři Čechoslováky, 374 Němců a jednoho cizince. Kromě dvou židů byli římskými katolíky.
| Rok            | 1869 | 1880 | 1890 | 1900 | 1910 | 1921 | 1930 | 1950 | 1961 | 1970 | 1980 | 1991 | 2001 | 2011 | 2021 |
| -------------- | ---- | ---- | ---- | ---- | ---- | ---- | ---- | ---- | ---- | ---- | ---- | ---- | ---- | ---- | ---- |
| Počet obyvatel | 771  | 774  | 790  | 808  | 813  | 781  | 732  | 329  | 292  | 278  | 263  | 227  | 222  | 207  | 223  |
| Počet domů     | 108  | 123  | 122  | 127  | 129  | 127  | 136  | 130  | 68   | 65   | 62   | 65   | 93   | 91   | 90   |

## Obecní správa
Mezi lety 1869–1985 Křelovice byly obcí v okrese Teplá (1869–1890), poté v okrese Planá (1900–1930), poté v okrese Stříbro (1950) a později v okrese Plzeň-sever. Od 1. ledna 1986 do 31. prosince 1991 patřily jako část obce k Pernarci a od 1. ledna 1992 jsou opět samostatnou obcí, ale Něšov a Skupeč již zůstaly součástí Pernarce.

### Části obce
- Křelovice
- Mydlovary
- Pakoslav
- Rozněvice

V letech 1963–1985 a od 1. ledna 1992 do 31. prosince 1999 k obci patřil i Šipín a v letech 1963–1985 také Něšov a Skupeč.

### Obecní symboly
Znak a vlajka byly obci uděleny rozhodnutím předsedy Poslanecké sněmovny Parlamentu České republiky dne 8. června 2004.

## Osobnosti
- Willi Jäger (1940), německý matematik

## Další fotografie

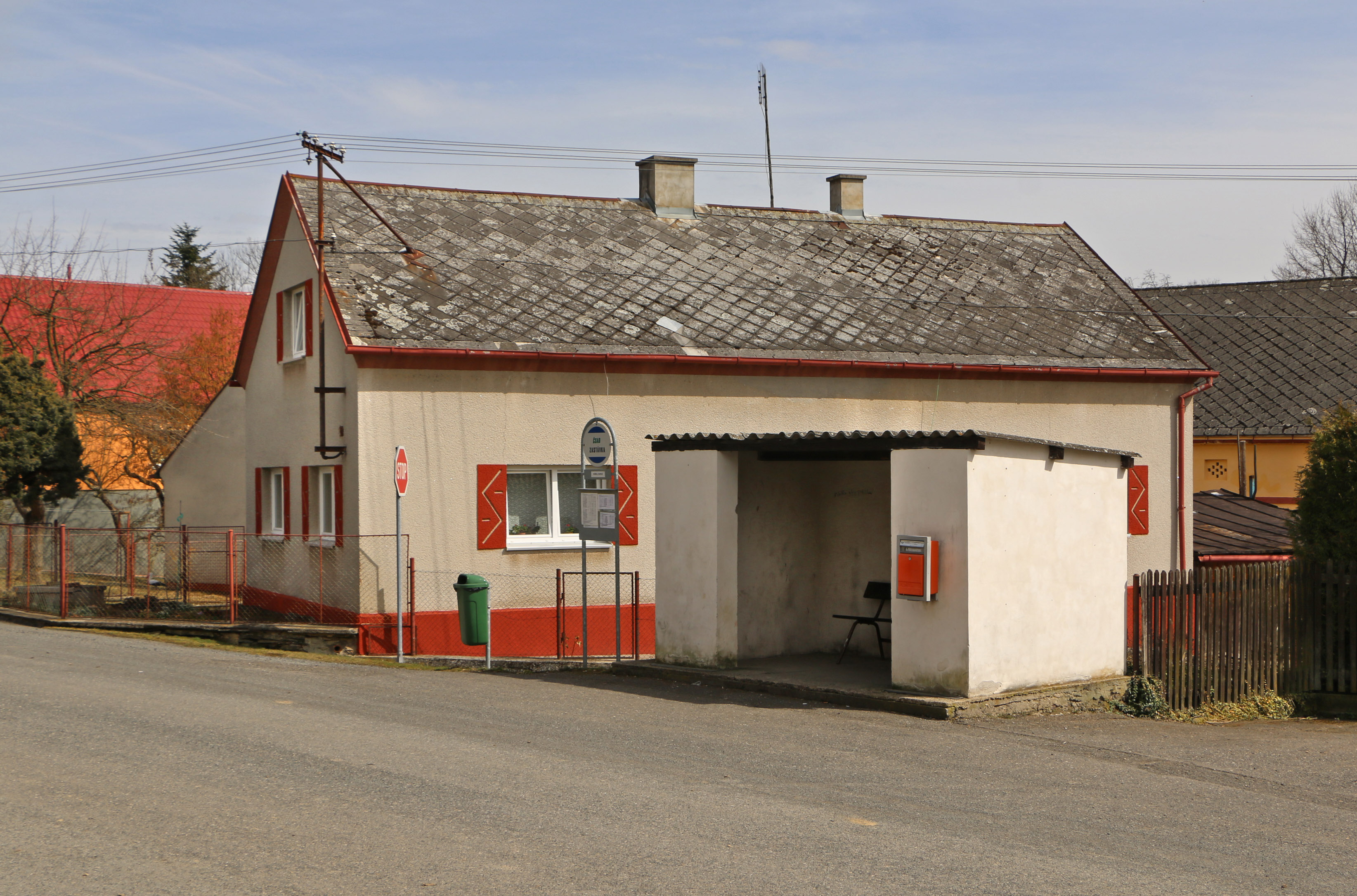
Zastávka
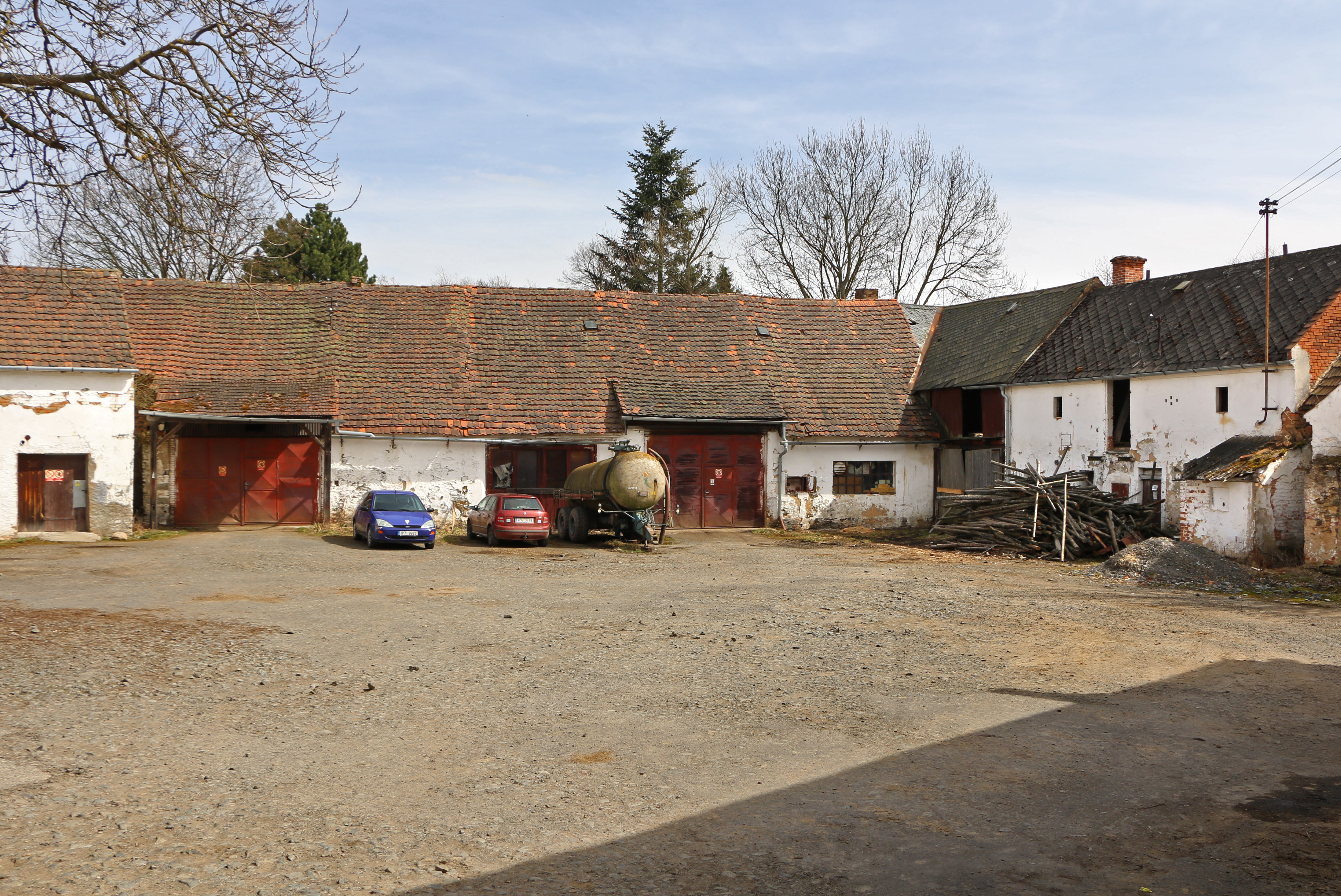
Hospodářský dvůr Úněšovského statku
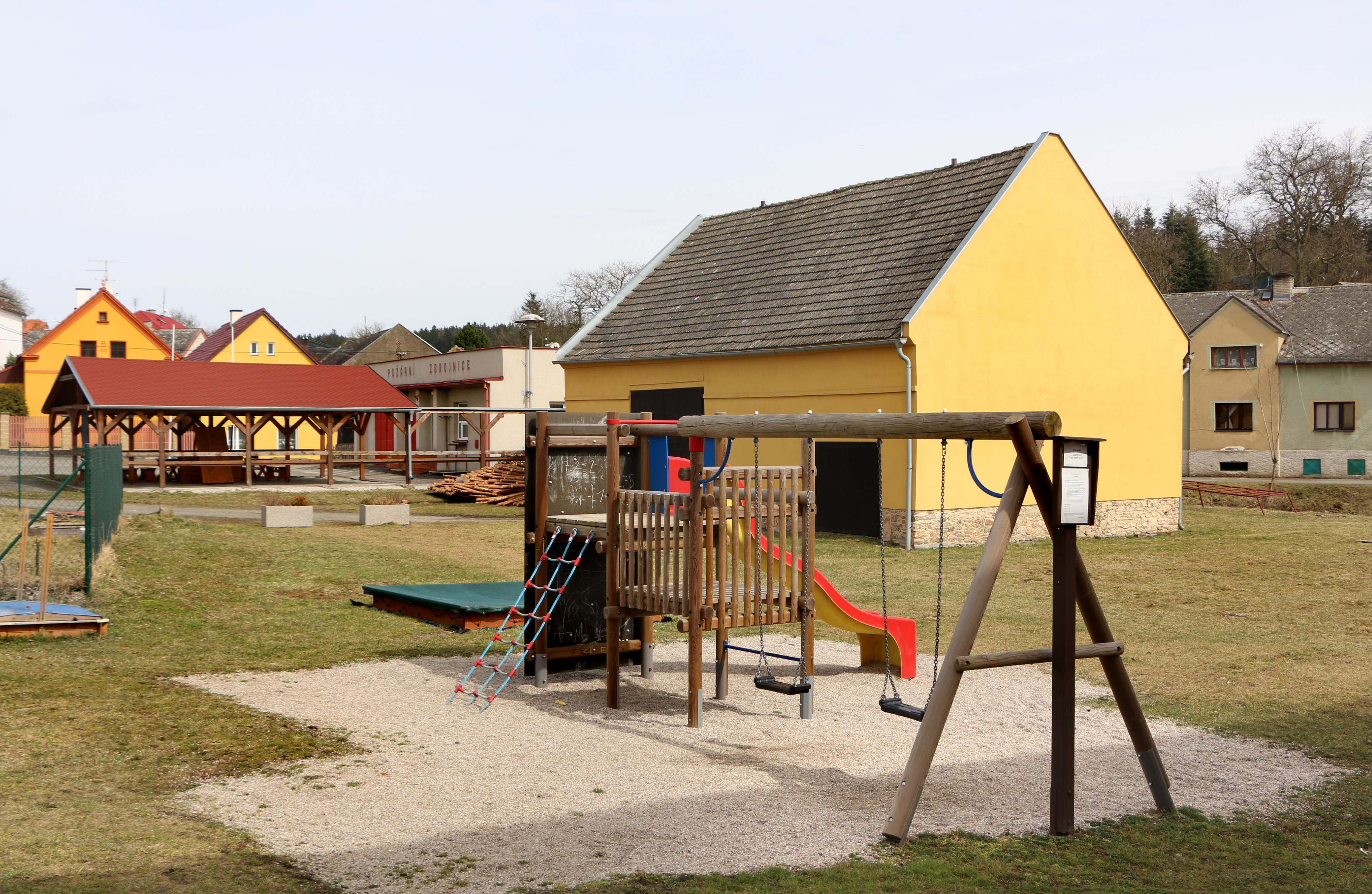
Hřiště u návsi
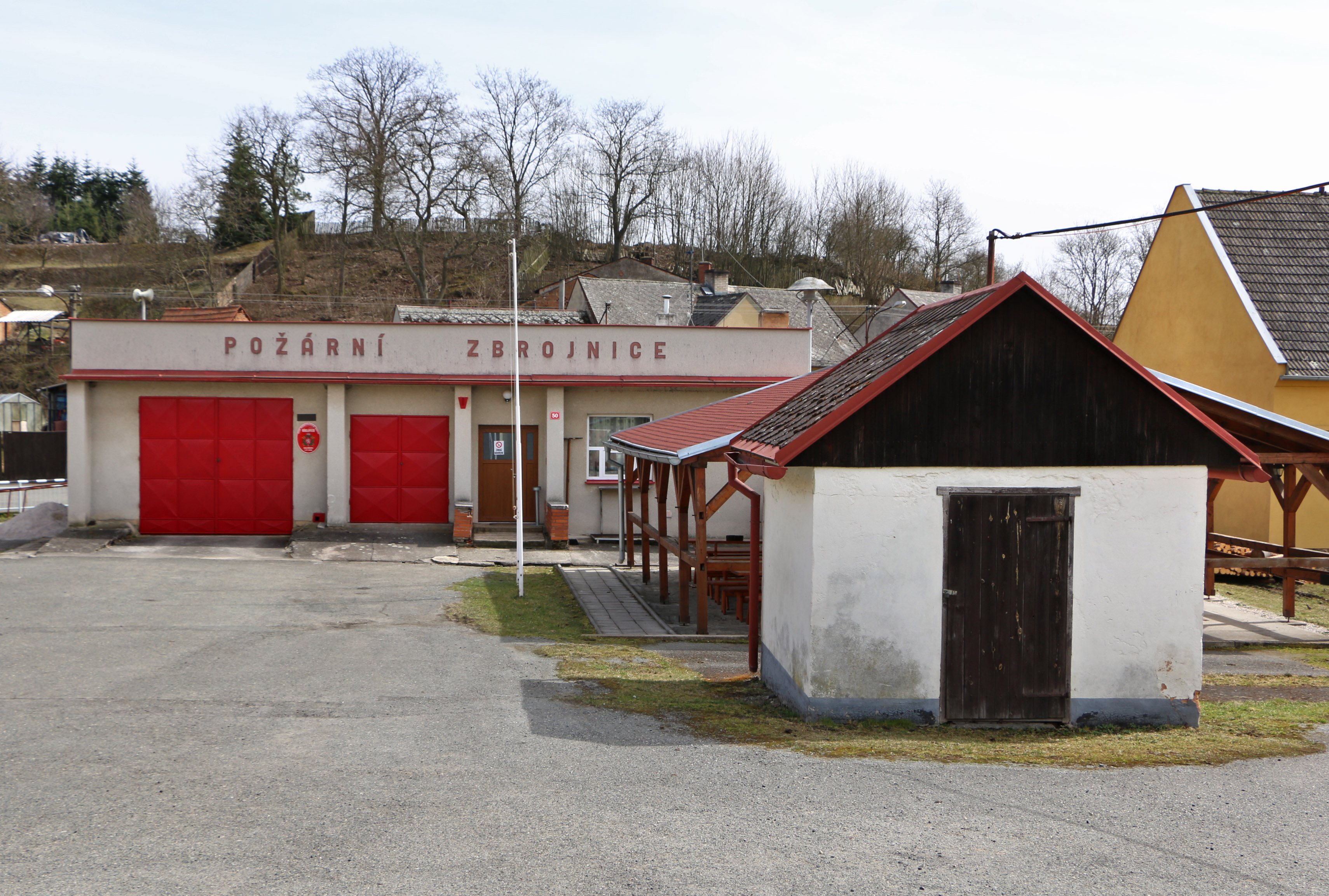
Nová a stará hasičárna